# Communauté de communes du Val de Neuné
La communauté de communes du Val de Neuné est une ancienne communauté de communes française, située dans le département des Vosges et la région Grand Est.

## Histoire
Le 1er janvier 2014, la commune de Barbey-Seroux rejoint la structure à la suite de la dissolution de la Communauté de communes des Monts de Vologne.
Elle fusionne avec cinq autres communautés de communes (Communauté de communes de la Vallée de la Plaine, Communauté de communes des Hauts Champs, Communauté de communes Fave, Meurthe, Galilée, Communauté de communes du Pays des Abbayes et Communauté de communes de Saint-Dié-des-Vosges) pour former la communauté d'agglomération de Saint-Dié-des-Vosges au 1er janvier 2017.

## Composition
Elle était composée de 9 communes :
| Nom                         | Code Insee | Gentilé      | Superficie (km2) | Population (dernière pop. légale) | Densité (hab./km2) |
| --------------------------- | ---------- | ------------ | ---------------- | --------------------------------- | ------------------ |
| Corcieux (siège)            | 88115      | Forfelets    | 17,40            | 1 560 (2014)                      | 90                 |
| Arrentès-de-Corcieux        | 88014      | Arrentais    | 17,00            | 175 (2014)                        | 10                 |
| Barbey-Seroux               | 88035      |              | 7,32             | 141 (2014)                        | 19                 |
| Biffontaine                 | 88059      | Biffontenois | 8,88             | 426 (2014)                        | 48                 |
| La Chapelle-devant-Bruyères | 88089      |              | 20,23            | 610 (2014)                        | 30                 |
| Gerbépal                    | 88198      | Forfelets    | 19,18            | 579 (2014)                        | 30                 |
| La Houssière                | 88244      | Husselets    | 19,54            | 595 (2014)                        | 30                 |
| Les Poulières               | 88356      | Polérois     | 2,98             | 247 (2014)                        | 83                 |
| Vienville                   | 88505      |              | 3,38             | 131 (2014)                        | 39                 |

## Administration
| Période                                  | Période | Identité       | Étiquette | Qualité                             |
| ---------------------------------------- | ------- | -------------- | --------- | ----------------------------------- |
| Les données manquantes sont à compléter. |         |                |           |                                     |
|                                          | 2014    | Christian Caël | DVG       | Maire de Corcieux (depuis 2001)     |
| 2014                                     | 2016    | Roger Cronel   |           | Maire de La Houssière (depuis 2001) |